# 法林頓·丹尼爾斯
法林頓·丹尼爾斯（英語：Farrington Daniels，1889年3月9日—1972年6月23日），生于美国明尼苏达州的明尼阿波利斯，物理化学家，他被认为是现代太阳能研究的先驱者之一，其研究推動了人類直接利用太陽能的相關科技。

## 生平
1906年，他進入明尼苏达大学，主修化學。在暑假期間，他從事铁路测量员，以賺取學費。1910年，他取得化学专业的大學學位。1911年，他進入哈佛大學，他以擔任家教的方式賺取生活費與學費。1914年他在哈佛大學取得博士學位，他的研究使得科學家進一步了解电能和热量之间的关系。跟他同期，来自哈佛大学文理研究生院的其他著名學者，還包括了E.K.博尔顿，罗杰·亚当斯，弗兰克·惠特莫尔, 詹姆斯·B·萨姆纳, 和詹姆斯·布莱恩特·科南特。
第二次世界大戰期間，他參與曼哈顿计划，他是曼哈顿计划的冶金实验室主任。在战争结束后，他開始关心核军备竞赛，主張限制或停止。在这方面，他成为了原子科学家公报的董事会成员。
在1930年代，法林頓·丹尼爾斯撰寫了數本在物理化學方面的教科書，這些教科書一直到1980年代左右還有被使用。
1957年，他獲得普利斯特里奖。
1972年6月23日，丹尼尔斯由于肝癌的并发症去世。他遗下他的妻子，四个孩子，和十二个孙子。

## 學術貢獻

### 核能發電
1947年丹尼尔斯设想了球床反应堆，其中氦气上升通过裂变的铀氧化物或碳化物卵石和通过带走热量冷却它们，并把热量用于发电。“丹尼尔斯堆”雖然没有成功，但在之後橡树岭国家实验室进一步发展，形成后来的高温气冷堆的早期版本。在德國物理學家鲁道夫·舒尔滕的設計下，這個概念成為現實可行的核能發電設備。

### 太阳能
丹尼尔斯对太阳能的实际利用原理進行深入研究。他追求理解热量，并且可以从它导出的对流，以及可能从它导出的电能。作为威斯康星大学麦迪逊分校太阳能实验室的主任，他探索太阳能的许多实际应用，例如烹饪，取暖，农业和工业干燥，蒸馏，冷却和制冷，以及光电和热电转换等方面，他也对于储能技术感兴趣。特别的，他认为太阳能在发展中国家有使用许多实际的应用。
丹尼尔斯博士在1950年代中期活跃于“太阳能应用协会”。他建议“太阳能应用协会”着手进行的科学期刊的出版，以及《太阳能科学与工程杂志》的第一期出现于1957年1月。后来，作为威斯康星大学麦迪逊分校的荣誉化学教授，他带领一群太阳能科学家提议“太阳能应用协会”重组，其董事及官员由会员选举产生，并且名称被改为“太阳能学会” - 所有这一切都完成了。他支持太阳能，因为他在1955年说，“我们前所未有的认识到，我们的化石燃料 - 煤炭，石油和天然气 - 不会永远持续下去。”
他的经典书籍之一是《太阳能量的直接利用》（Direct Use of the Sun's Energy），在1964年由耶鲁大学出版社出版。在1973年石油危机之后，这本书在1974年被百龄坛图书重新印刷了大众市场版发行，并且，它被《全地球目录》杂志的史蒂夫·贝尔形容为“我知道的关于太阳能最好的书”。